# Communauté de communes du Sud Est Manceau
Die Communauté de communes du Sud Est Manceau (inoffizielle Schreibweise auch: Communauté de communes du Sud-Est Manceau) ist ein französischer Gemeindeverband mit der Rechtsform einer Communauté de communes im Département Sarthe in der Region Pays de la Loire. Sie wurde am 28. Dezember 1993 gegründet, umfasst fünf Gemeinden und ist nach ihrer Lage im südöstlichen Teil der Umgebung von Le Mans benannt. Der Verwaltungssitz befindet sich im Ort Parigné-l’Évêque.

## Historische Entwicklung
Im Jahre 2021 führte der Gemeindeverband die Änderung des bisherigen Namens Communauté de communes du Sud-Est du Pays Manceau auf den aktuellen Namen durch.

## Mitgliedsgemeinden
| Gemeinde                                  | Einwohner 1. Januar 2022 | Fläche km² | Dichte Einw./km² | Code INSEE | Postleitzahl |
| ----------------------------------------- | ------------------------ | ---------- | ---------------- | ---------- | ------------ |
| Brette-les-Pins                           | 2.127                    | 14,51      | 147              | 72047      | 72250        |
| Challes                                   | 1.161                    | 25,83      | 45               | 72053      | 72250        |
| Changé                                    | 6.803                    | 35,06      | 194              | 72058      | 72560        |
| Parigné-l’Évêque                          | 5.367                    | 63,40      | 85               | 72231      | 72250        |
| Saint-Mars-d’Outillé                      | 2.471                    | 38,04      | 65               | 72299      | 72220        |
| Communauté de communes du Sud-Est Manceau | 17.929                   | 176,84     | 101              | –          | –            |